# Балдашка (приток Мазы)
Балдашка (Бурса, Бирса) — река в России, левый приток реки Маза, протекает по Ульяновской и Самарской областям. Длина реки составляет 17 км, площадь водосборного бассейна — 105 км².

## География и гидрология
Истоки реки находятся в окрестностях села Гладчиха (Тереньгульское городское поселение).  Впадает в реку Маза в 4,5 км от её устья, в окрестностях села Епифановка (Береговое сельское поселение).

## Этимология
Гидроним произошел от слов «балда», «балдовина», означавших заросшее мелкое озеро.

## Данные водного реестра
По данным государственного водного реестра России относится к Нижневолжскому бассейновому округу, водохозяйственный участок реки — Куйбышевское водохранилище (от посёлка городского типа Камское Устье до Куйбышевского гидроузла. Речной бассейн реки — Волга от верхнего Куйбышевского водохранилища до впадения в Каспийское море.